# Арнуванда III
Арнуванда III (хет. Арнувандас) — царь Хеттского царства, правил приблизительно в 1209—1205 годах до н. э. Сын Тутхалии IV.
Арнувандаc вёл борьбу с коалицией государств, включающую Аххияву, Арцаву и др. Так заодно с аххиявским царём Аттариссиясом (то есть Атреем) выступил и Мадуваттас — до тех пор один из самых верных вассалов хеттского царя. Союзники захватили весь юго-запад Малой Азии и даже вторглись на Аласию (о. Кипр). На протест хеттского царя Мадуваттас ответил, что ему якобы не было известно, что Аласия — хеттская территория.
Все эти события были изложены в большой клинописной табличке под названием «Преступления Мадуваттаса».